# Otto Schumann
Heinrich Eduard Otto Schumann (Metz, 11 september 1886 –  Detmold, 8 november 1952) was een Duitse SS-officier die gedurende de jaren 1940 - 1942 bevelhebber was van de Ordnungspolizei in Nederland tijdens de Tweede Wereldoorlog.

## Biografie
Schumann werd geboren in Metz, dat destijds in het Duitse district Lotharingen lag. Hij was de zoon van een legerofficier en volgde zelf ook een militaire opleiding. In 1907 trad hij in dienst bij het Duitse leger. Tijdens de Eerste Wereldoorlog was hij onder meer commandant van een bataljon. Nadat hij na het einde van de oorlog uit het leger werd ontslagen, sloot hij zich aan bij een vrijkorps in Oost-Pruisen en bekleedde daar diverse bestuurlijke functies, waaronder in 1920 die van Landraad. In 1920 werd hij lid van de Duitse Nationale Volkspartij, maar toen hij in juli 1921 in dienst trad bij de politie, beëindigde hij zijn lidmaatschap van de politieke partij. Op 26 maart 1925 trouwde Schumann met Margarete (geboortenaam Zipper) (geboren 22 september 1887 - 7 november 1945). Margarete was de dochter van de voormalig Generalleutnants a.D. Maximilian Zipper. Het echtpaar kreeg een zoon (20 november 1926 - 24 februari 1927).
Na de machtsovername van Adolf Hitler in 1933 sloot Schumann zich als lidnummer 1.753.690 aan bij de NSDAP. In de volgende jaren maakte hij snel carrière, waarna hij in 1937 als officier in dienst trad bij de een jaar eerder door Heinrich Himmler opgerichte Ordnungspolizei, ook wel bekend als de Grüne Polizei. Twee jaar later werd Schumann opgenomen in de Schutzstaffel met SS-nummer 327.367 en nog geen vier maanden later werd hij bevorderd tot de rang van SS-Standartenführer. Na de inval in Polen bekleedde hij enige tijd voor de Ordnungspolizei een staffunctie bij de Duitse opperbevelhebber in Polen. 
Na de Slag om Frankrijk werd hij in juni 1940 aangesteld als bevelhebber van de Ordnungspolizei in de bezette Nederlandse gebieden. Hij werkte op het hoofdkwartier in Den Haag, als direct ondergeschikte van Hanns Albin Rauter. Als bevelhebber was Schumann verantwoordelijk voor de betrokkenheid van de eenheden onder zijn bevel bij de onderdrukking van de Nederlandse bevolking en bij de deportaties van onder meer Joodse Nederlanders. Op 1 juli 1940 nam Schumann naar aanleiding van Anjerdag de eerste anti-Joodse maatregel in Nederland, door deelname van Joden in de Luchtbeschermingsdienst te verbieden.
In december 1942 werd Schumann overgeplaatst naar de Duitse stad Münster. In Den Haag werd hij opgevolgd door Heinrich Lankenau (1891-1983). Aan Schumann werd in september 1943 verlof verleend. Van maart tot oktober 1944 keerde hij tijdelijk terug in actieve dienst, als bevelhebber van de Ordnungspolizei in Wenen, waarna zijn dienstverband bij de Ordnungspolizei voorgoed werd beëindigd. Hij had inmiddels de rang van luitenant-generaal der Politie bereikt. Aansluitend zou Schumann tot het einde van de oorlog een staffunctie bekleden bij de Allgemeine-SS. Zijn hoogst bereikte rang bij de SS was die van SS-Gruppenführer; vergelijkbaar met de legerrang van generaal-majoor. In de periode van januari tot mei 1946 werd hij door de geallieerden geïnterneerd. Vanaf november 1948 ontving hij een pensioen.

## Carrière
Schumann bekleedde verschillende rangen in zowel de Politie als Allgemeine-SS. De volgende tabel laat zien dat de bevorderingen niet synchroon liepen.
| Datum                                                                      | Pruisische leger | Kaiserliche Marine                 | Politie                             | Allgemeine-SS       |
| -------------------------------------------------------------------------- | ---------------- | ---------------------------------- | ----------------------------------- | ------------------- |
| Februari 1906                                                              | Fähnrich         | —                                  | —                                   | —                   |
| 14 maart 1907 (zonder Patent)                                              | Leutnant         | —                                  | —                                   | —                   |
| 24 december 1914                                                           | —                | Oberleutnant der Marine Infanterie | —                                   | —                   |
| 5 oktober 1916                                                             | —                | Hauptmann der Marine Infanterie    | —                                   | —                   |
| 13 juli 1921 (met DA van 14 juni 1907)                                     | —                | —                                  | Hauptmann der Polizei               | —                   |
| 30 juni 1926 (met ingang van 1 april 1936 en RDA van 30 juni 1936)         | —                | —                                  | Major der Polizei                   | —                   |
| 5 februari 1936 (met ingang van 1 januari 1936 en RDA van 30 januari 1936) | —                | —                                  | Oberstleutnant der Schutzpolizei    | —                   |
| 21 juli 1937 (met ingang van 1 juli 1937 en RDA van 20 april 1937)         | —                | —                                  | Oberst der Schutzpolizei            | —                   |
| 24 november 1938                                                           | —                | —                                  | —                                   | SS-Bewerber         |
| 20 april 1939                                                              | —                | —                                  | —                                   | SS-Mann             |
| 20 april 1939                                                              | —                | —                                  | —                                   | SS-Standartenführer |
| 20 april 1940 (met RDA van 20 april 1940)                                  | —                | —                                  | Charakter als Generalmajor der Orpo | —                   |
| 20 april 1940                                                              | —                | —                                  | —                                   | SS-Oberführer       |
| 14 oktober 1940 (met ingang van 1 augustus 1940 en RDA van 6 oktober 1940) | —                | —                                  | Generalmajor in de politie          | —                   |
| 30 januari 1941                                                            | —                | —                                  | —                                   | SS-Brigadeführer    |
| 27 augustus 1943                                                           | —                | —                                  | —                                   | SS-Gruppenführer    |
| 27 augustus 1943 (met ingang en RDA van 1 september 1943)                  | —                | —                                  | Generalleutnant in de politie a.D.  | —                   |

## Lidmaatschapsnummers
- NSDAP-nr.: 1753690[14] (lid geworden 1 april 1933[2][16])
- SS-nr.: 327367[2][14] (lid geworden 20 april 1939[17])

## Onderscheidingen
Selectie:
- IJzeren Kruis 1914, 1e Klasse[13][14] (18 oktober 1915[2][12]) en 2e Klasse[13] (17 november 1914[2][12])
- Kruis voor Oorlogsverdienste, 1e Klasse[13] (2 juli 1942[2][12]) en 2e Klasse[13] (8 juli 1941[2][12])  met Zwaarden
- Ehrendegen des Reichsführers-SS[13][15][12]
- SS-Ehrenring[13][15] op 21 juni 1942[12]
- Ereteken van de Luchtbescherming, 2e Klasse op 30 maart 1940[2][12]
- Dienstonderscheiding van de Politie, 1e Klasse op 23 juli 1938[2][12]
- Gewondeninsigne 1918 in zwart[13][14] op 5 december 1916[2][12]
- Orde van Militaire Verdienste (Beieren), 4e Klasse met Zwaarden op 24 december 1914[2][12]
- Erekruis voor Frontstrijders in de Wereldoorlog[13][14] op 31 oktober 1934[12]